# Puerto deportivo de Zumaya

Contraseña de la provincia marítima de Pasajes a la que pertenece.

El Puerto Deportivo de Zumaya está situado en la desembocadura del río Urola en la Provincia de Guipúzcoa, y para el mejor acceso a aquel, se han efectuado importantes obras por el Estado estos últimos años, construyendo en la barra un dique rompeolas y a continuación uno de encauce que llega hasta el mismo pueblo de Zumaya. En éste, y frente al caño de Arrona, se ha construido recientemente el muelle comercial, donde se verifican las cargas y descargas. 
Coordenadas UTM:
- Latitud: 43º 18' 01 N
- Longitud: 02º 15' 01 W.

## Otros puertos con amarres para embarcaciones deportivas en Guipúzcoa
- Puerto deportivo de Guetaria
- Puerto deportivo de Orio
- Puerto deportivo de Deva
- Puerto deportivo de Fuenterrabía
- Puerto deportivo de San Sebastián

- Datos: Q9064556